# Ascea
Ascea is een gemeente in de aan de kust van Cilentana in de Italiaanse provincie Salerno (regio Campanië) in het zuiden van Italië en telt 5830 inwoners (31-12-2010). De oppervlakte bedraagt 37,6 km², de bevolkingsdichtheid is 155 inwoners per km². Het ligt in het Nationaal Park Cilento e Vallo di Diano.
De volgende frazioni maken deel uit van de gemeente: Elea (Velia), Mandia, Catona, Marina di Ascea, Terradura, Baronia, Salice, Stampella.

## Bezienswaardigheden
- Elea, staat op de werelderfgoedlijst van UNESCO

## Demografie
Ascea telt ongeveer 2151 huishoudens. Het aantal inwoners steeg in de periode 1991-2001 met 4,0% volgens cijfers uit de tienjaarlijkse volkstellingen van ISTAT.
| Jaar | Inwoneraantal |
| ---- | ------------- |
| 1991 | 5186          |
| 2001 | 5392          |
| 2004 | 5576          |
| 2010 | 5830          |

## Geografie
De gemeente ligt op ongeveer 225 m boven zeeniveau.
Ascea ligt tussen Marina di Casal Velino en Pisciotta. Ascea grenst aan de volgende gemeenten: Casal Velino, Castelnuovo Cilento, Ceraso, Pisciotta, San Mauro la Bruca.

## Verkeer en vervoer
Centola is bereikbaar vanaf Napels naar Salerno naar Battipaglia richting Sanza via de A3, de SP 18b richting Rofrano, SS 18, SP 269b. De dichtstbijzijnde luchthaven is de luchthaven Salerno Costa d'Amalfi in Salerno. Het beschikt over een treinstation.

## Externe link

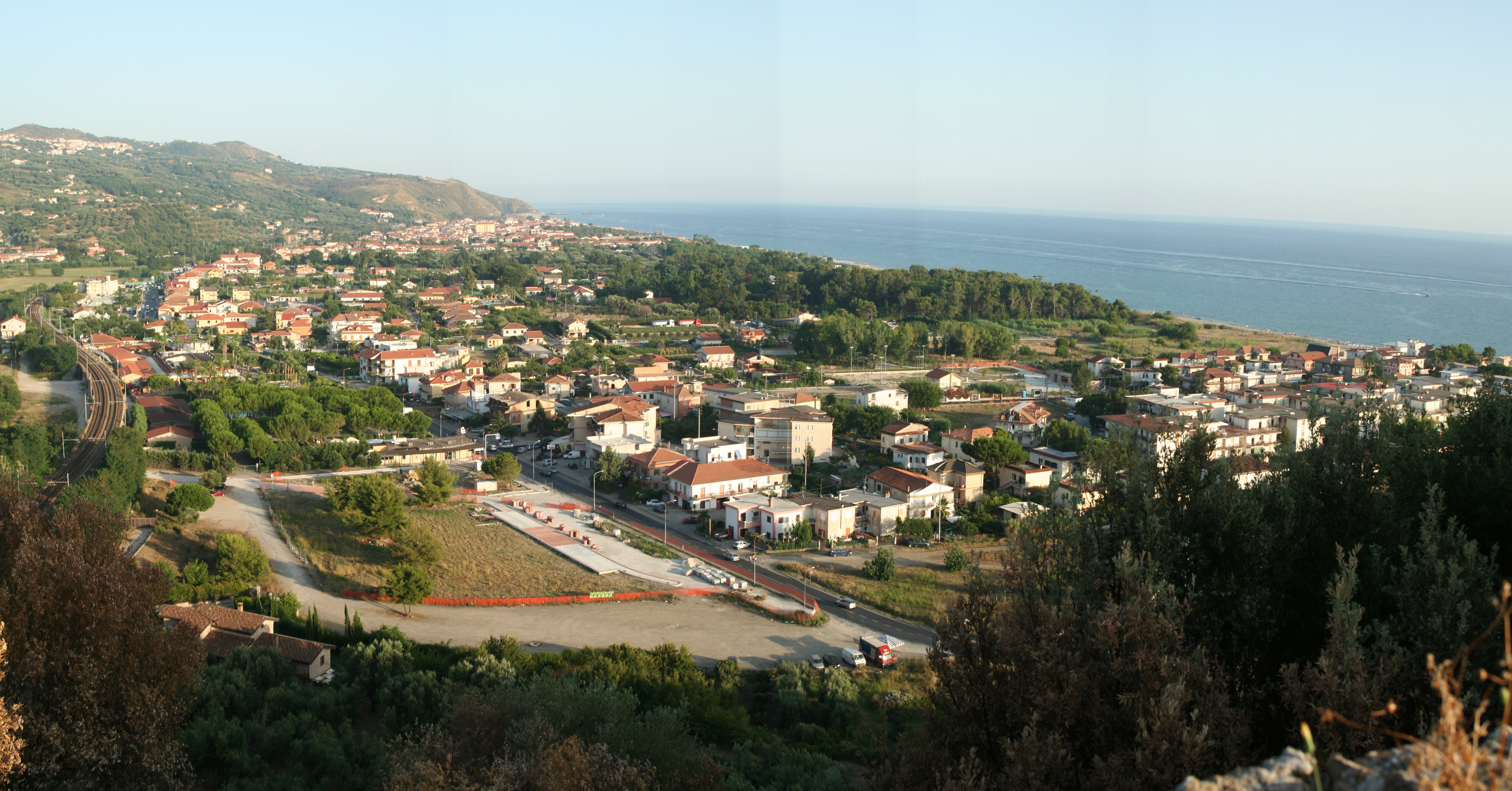
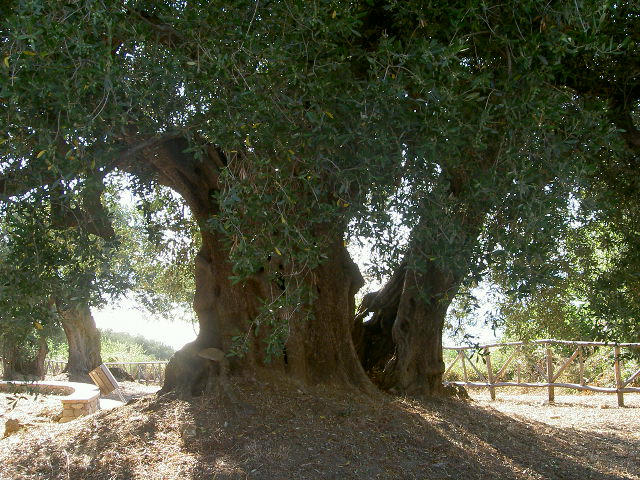
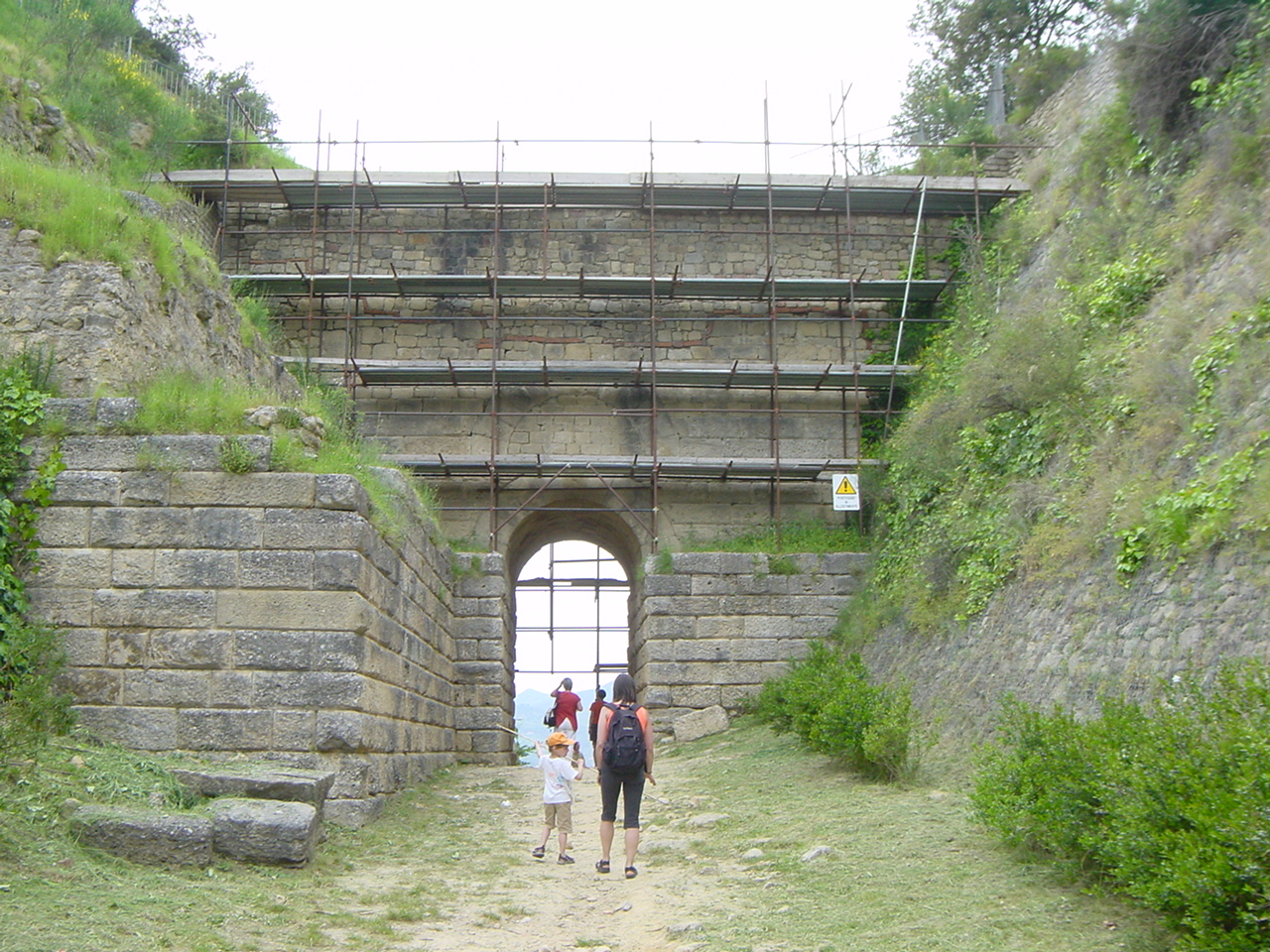